# Михайлов, Андрей Михайлович (Герой Советского Союза)
Андрей Михайлович Михайлов (10 октября 1914 года — 25 января 1954 года) — старший сержант Рабоче-крестьянской Красной Армии, участник Великой Отечественной войны, Герой Советского Союза (1943).

## Биография
Андрей Михайлов родился 10 октября 1914 года в селе Чекалино (ныне — Грачёвский район Оренбургской области). После окончания начальной школы работал трактористом.
В 1942 году был призван на службу в Рабоче-крестьянскую Красную Армию. С того же года — на фронтах Великой Отечественной войны.
К сентябрю 1943 года командовал орудием 611-го истребительно-противотанкового артиллерийского полка 40-й армии Воронежского фронта. Отличился во время битвы за Днепр. 23 сентября 1943 года его расчёт переправился через Днепр и принял активное участие в боях за захват и удержание Букринского плацдарма, уничтожив 6 пулемётов и 4 наблюдательных пункта.
Указом Президиума Верховного Совета СССР от 24 декабря 1943 года старший сержант Андрей Михайлов был удостоен высокого звания Героя Советского Союза с вручением ордена Ленина и медали «Золотая Звезда».
После окончания войны был демобилизован. Проживал на родине, работал в колхозе. Скоропостижно скончался 25 января 1954 года.
Был также награждён орденом Отечественной войны 1-й степени.